# マックス・オフュルス
マックス・オフュルス（Max Ophüls, 1902年5月6日 - 1957年3月25日） は、ドイツ出身の映画監督。後にフランス国籍を取得し、アメリカでも活動した。女性映画の巨匠として知られる。

## 来歴
1902年5月6日、ドイツ帝国のザールブリュッケンで生まれる。本名はマクシミリアン・オッペンハイマー（Maximillian Oppenheimer）。オフュルスという名はユダヤ人であることを隠すために用いた偽名である。1919年から舞台俳優として活動し、1923年からは演出家に転向した。その後、1929年にアナトール・リトヴァクの作品に脚本家として携わり、映画界に進出した。
1931年、短編『Dann schon lieber Lebertran』で映画監督としてデビューする。翌1932年には初の長編『Die verliebte Firma』と『Die verkaufte Braut』を製作した。1933年、ドイツ時代の代表作『恋愛三昧』と『笑う相続人』を発表した。しかし、ナチス台頭に伴い、同年にフランスに亡命、5年後の1938年にはフランス国籍を取得した。この時期に製作された作品には早川雪洲や田中路子を起用した『ヨシワラ』（1937年）がある。同作は戦後日本で最初に公開されたフランス映画となった。また、『永遠のガビー』（1934年）はイタリアで、『Komedie om geld』（1936年）はオランダで製作された作品である。
その後、第二次世界大戦中の1941年に渡米した。戦後、ハリウッドで『忘れじの面影』（1948年）や『魅せられて』（1949年）など5本の作品を製作した。
1950年にフランスへ帰国し、同年にダニエル・ダリューやシモーヌ・シニョレを起用した『輪舞』を発表した。同作は英国アカデミー賞作品賞、ヴェネツィア国際映画祭脚本賞を受賞した。その後も『快楽』（1952年）や『たそがれの女心』（1953年）といった後期の代表作を発表した。ローラ・モンテスの生涯を描いた『歴史は女で作られる』（1955年）は8億フランもの製作費が投じられ、オフュルス唯一のカラー作品となった。
1957年3月25日、心臓病によりハンブルクにて54歳で死去した。製作中だったアメデオ・モディリアーニの伝記映画『モンパルナスの灯』はジャック・ベッケルによって1958年に完成された。ジャック・ドゥミはデビュー作の『ローラ』（1961年）をオフュルスに捧げている。死去後の1966年には第16回ベルリン国際映画祭で国際映画批評家連盟賞が授与された。

### 私生活
1926年に女優のヒルデガード・ウォールと結婚した。翌1927年に生まれた息子のマルセルは映画監督となり、主にドキュメンタリー映画を製作している。

## 作風
多くの作品において滑らかなカメラワークが特徴である。また、女性映画の巨匠と称されるように女性を主人公にした作品が多いことでも知られる。

## 作品
- Dann schon lieber Lebertran （1931年） 短編
- Die verliebte Firma （1932年）
- Die verkaufte Braut （1932年）
- 恋愛三昧 Liebelei （1933年）
- 笑う相続人 Lachende Erben （1933年）
- Une histoire d'amour （1933年）
- On a volé un homme （1934年）
- 永遠のガビー La signora di tutti （1934年） 別題『みんなの女』
- ディヴィーヌ Divine （1935年）
- 華麗なるワルツ Valse brillante de Chopin （1936年） 短編ドキュメンタリー
- La tendre ennemie （1936年）
- Komedie om geld （1936年）
- Ave Maria （1936年） 短編ドキュメンタリー
- ヨシワラ Yoshiwara （1937年）[1]
- Le roman de Werther （1938年）
- 明日はない Sans lendemain （1939年）
- マイエルリンクからサラエヴォへ De Mayerling à Sarajevo （1940年）
- L'école des femmes （1940年）
- Vendetta （1946年）
- 風雲児 The Exile （1947年）
- 忘れじの面影 Letter from an Unknown Woman （1948年）
- 魅せられて Caught （1949年）
- 無謀な瞬間 The Reckless Moment （1949年） 別題『レックレス・モメント/愛と欲望の罠』
- 輪舞 La Ronde （1950年）[2]
- 快楽 Le plaisir （1952年）[3]
- たそがれの女心 Madame de... （1953年）
- 歴史は女で作られる Lola Montès （1955年）[4]